# Plymouth Fury
La Plymouth Fury est une automobile du constructeur américain Plymouth.
Apparue en 1956 en tant que version sportive de la Plymouth Belvedere, elle n'était disponible, jusqu'en 1958, qu'en version coupé deux portes sans montants (« 2 door hardtop coupe »), en couleur beige clair, avec des inserts en aluminium anodisé couleur or.
La Fury devient un modèle à part entière à compter du millésime 1959 et constituera le modèle haut de gamme (full-size) de la marque Plymouth (notamment dans ses versions Sport Fury et Gran Fury) jusqu'en 1973 pendant cinq générations au succès variable. À la suite du choc pétrolier de 1973, soit de 1974 à 1978, le nom Fury continua à être utilisé par une Plymouth de la série intermédiaire, avec un succès de plus en plus faible qui finit par ne convaincre que les administrations.
Ce ne fut pas la fin des Plymouth full-size puisque ce type de carrosserie survit de 1974 à 1981 sous le nom de Plymouth Gran Fury (avec un lifting important à partir de 1981), avant que le nom ne soit définitivement galvaudé entre 1982 et 1989 par une série intermédiaire (bien que toujours à propulsion, c'était bien là tout ce qui lui restait de ses origines) basée sur la plateforme M.

## Histoire

### Belvedere Fury (1956)
Les premières Fury, alors une variante des Plymouth Belvedere, sont des coupés hardtop de couleur "Eggshell white" et chromes dorés dont le moteur V8 est pourvu d'un carburateur à quatre corps. En plus de la présence d'une bande dorée sur les flancs, les intérieurs sont également spécifiques.

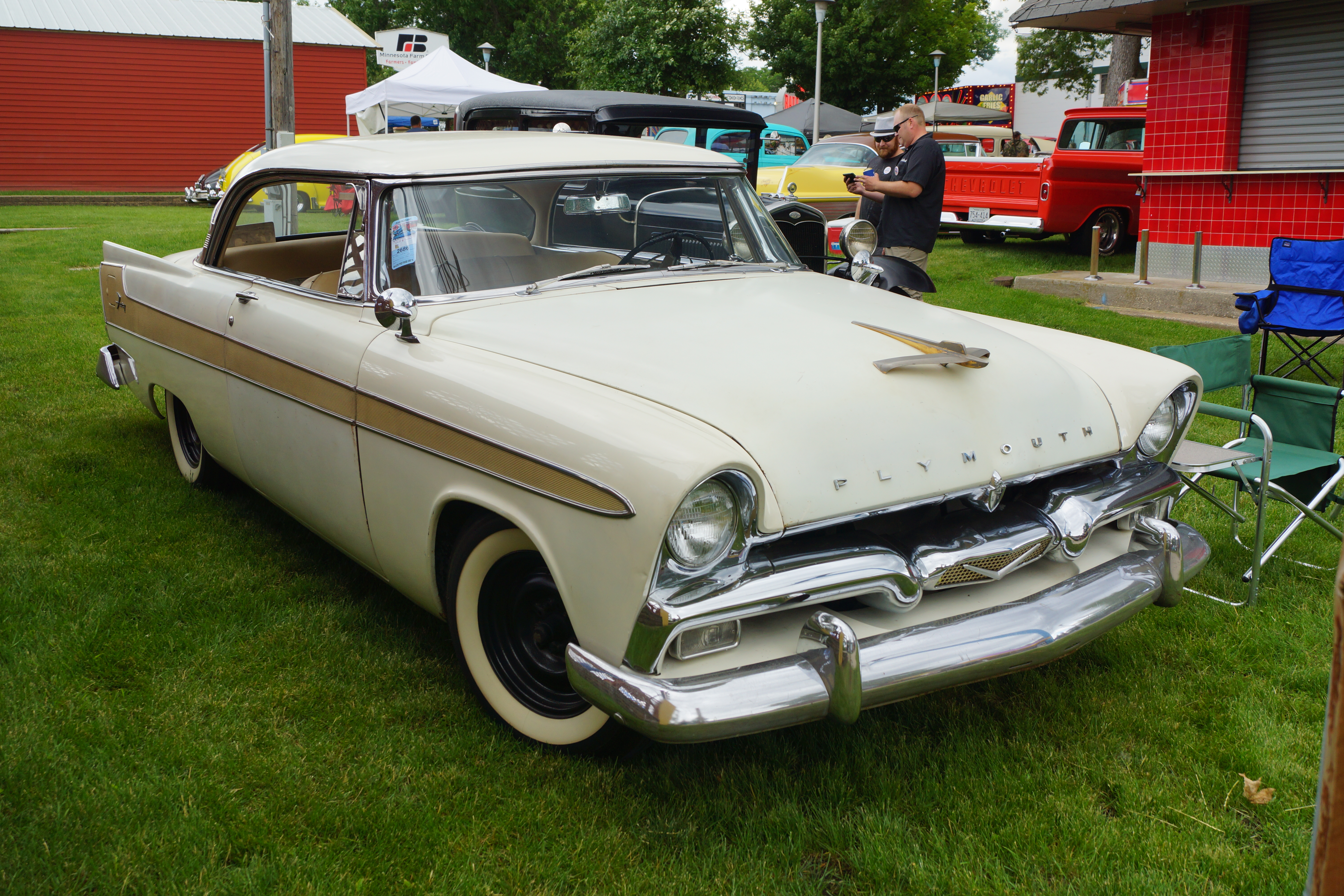
Fury de 1956.
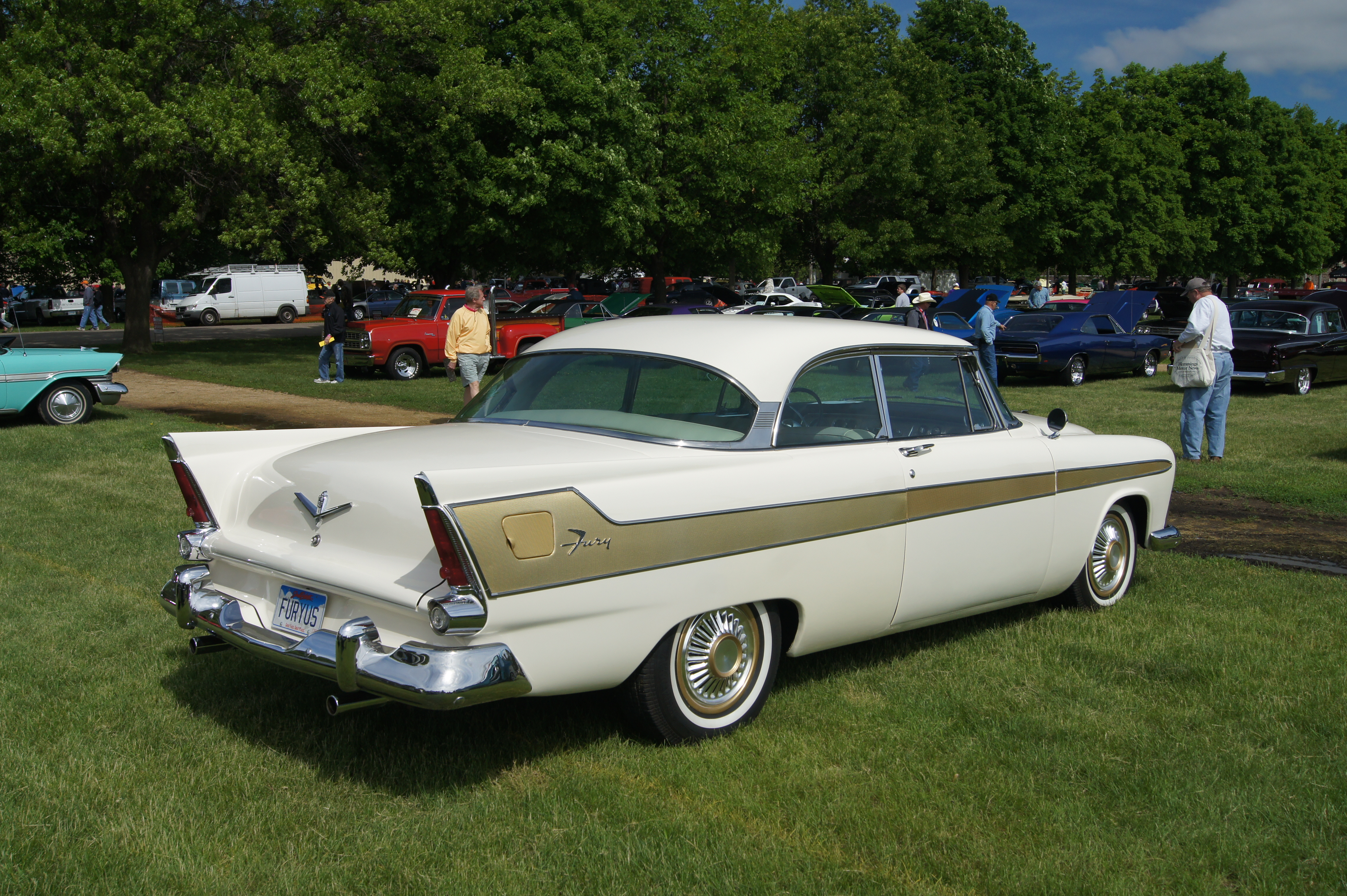
Vue arrière, avec les vitres remontées.

### Première génération (1957-1959)
Introduite en 1957 en tant que modèle à hautes performances, la Plymouth Fury est uniquement proposée en coupé deux portes hardtop de couleur blanche avec bandeau or et calandre en aluminium anodisé doré. La formule est reconduite avec de l'accès à un moteur plus puissant en 1958 ; le blanc étant remplacé par le "Buckskin beige".
En 1959, la Fury est scindée en deux versions : une gamme complète (sauf les cabriolets) aux performances ordinaires qui relègue au milieu de gamme les Plymouth Belvedere et une série tout aussi dynamique que les Fury de lancement, appelée Sport Fury, qui ajoute un cabriolet aux coupés hardtop.
Modèle emblématique de la lignée des Plymouth 1957, à l'aspect et à la tenue de route qui firent sensation à l'époque, la Fury et ses équivalents moins onéreux ont vu leur réputation ternie par des problèmes de maintenance attribués à la corrosion et à une piètre qualité de fabrication.

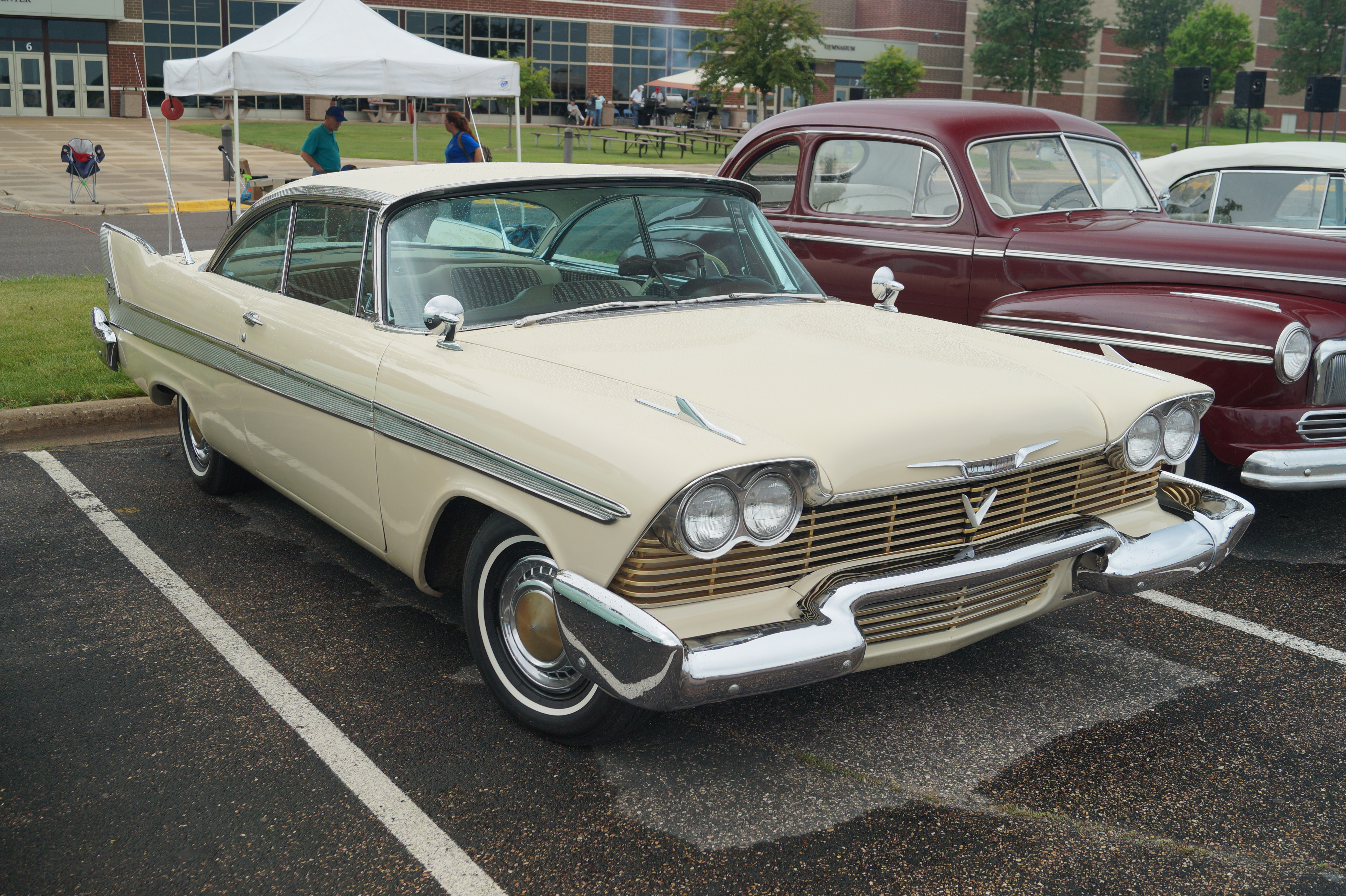
Coupé Fury 1958.
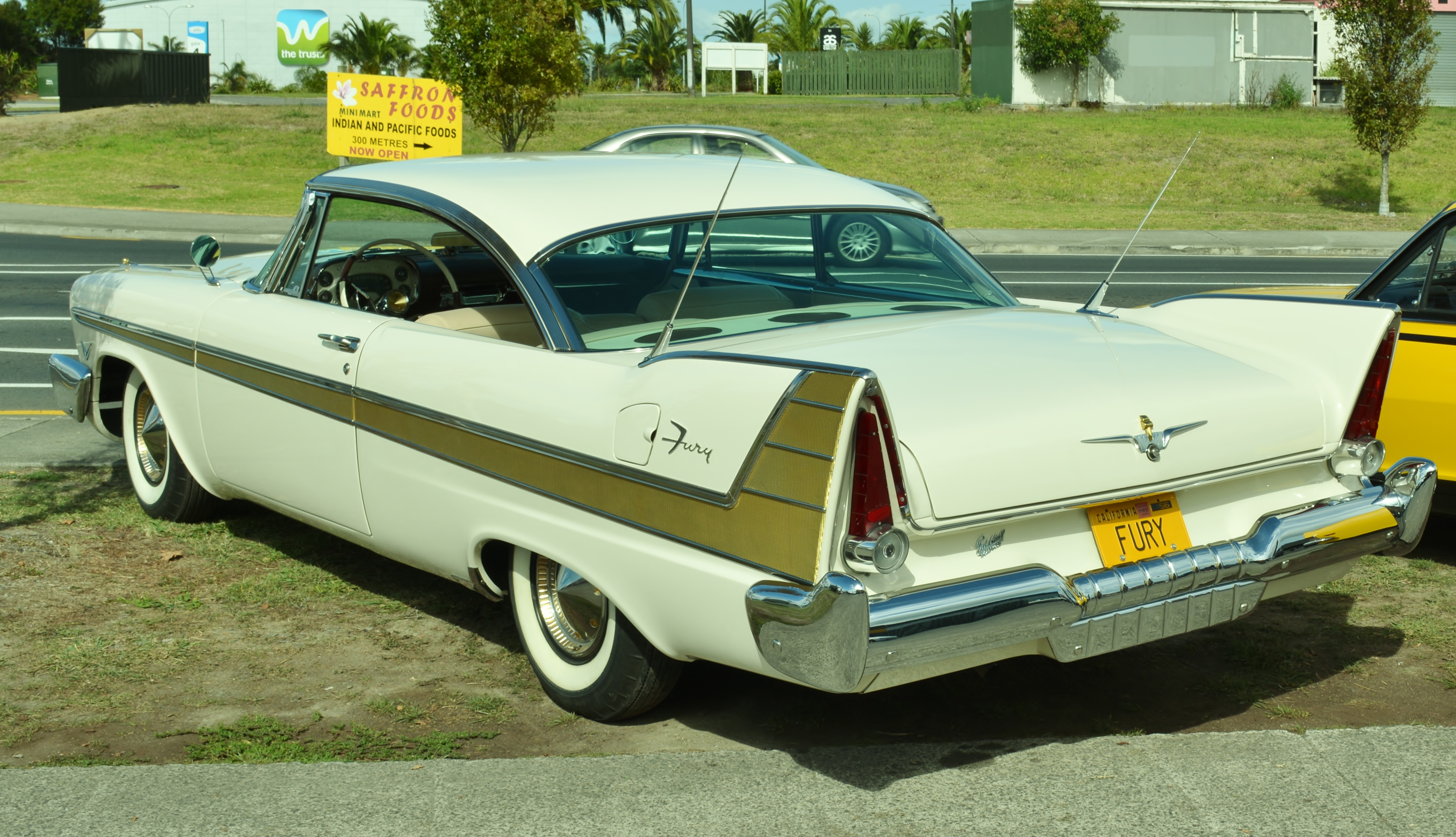
1957.
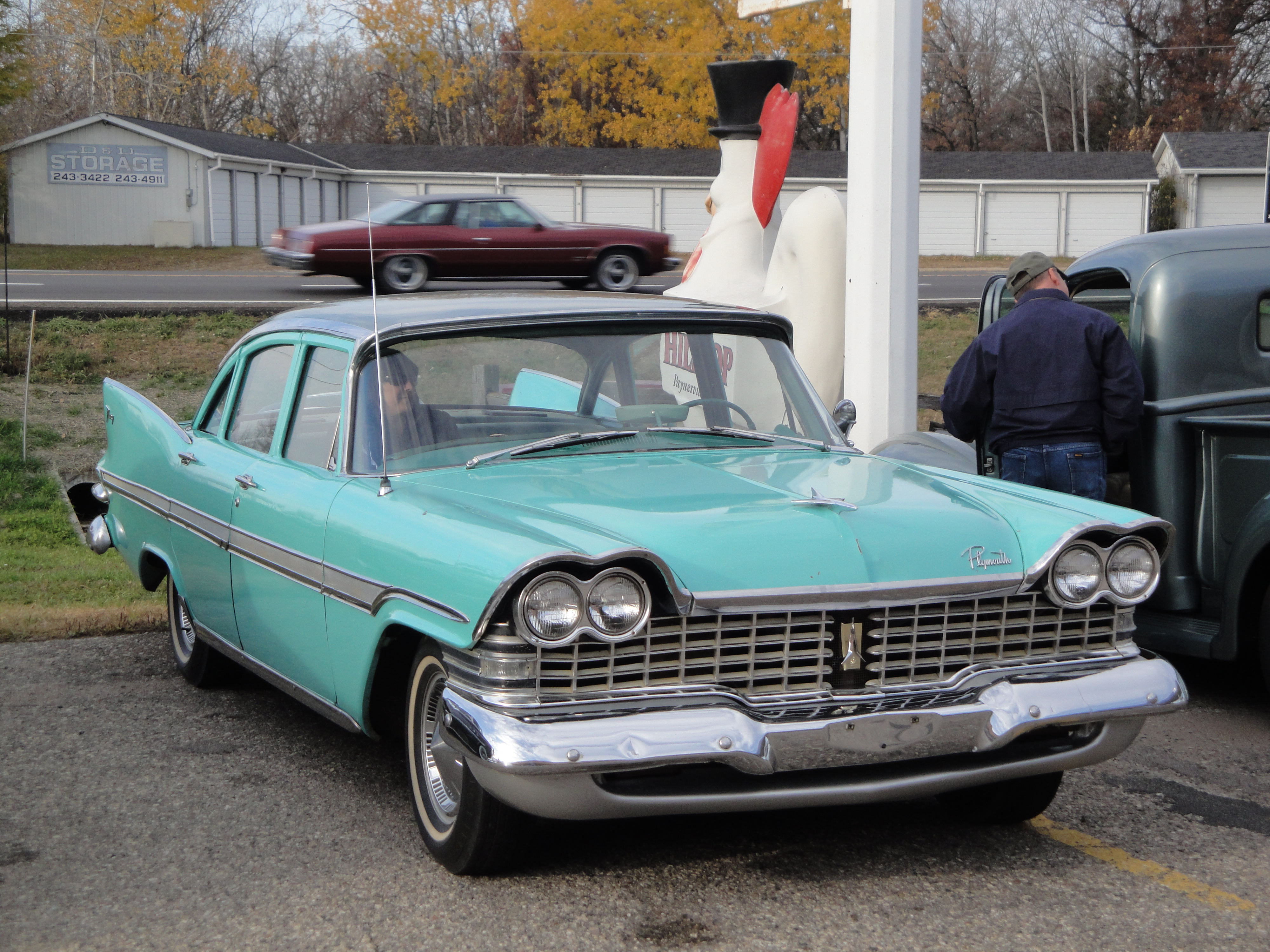
Berline 1959.
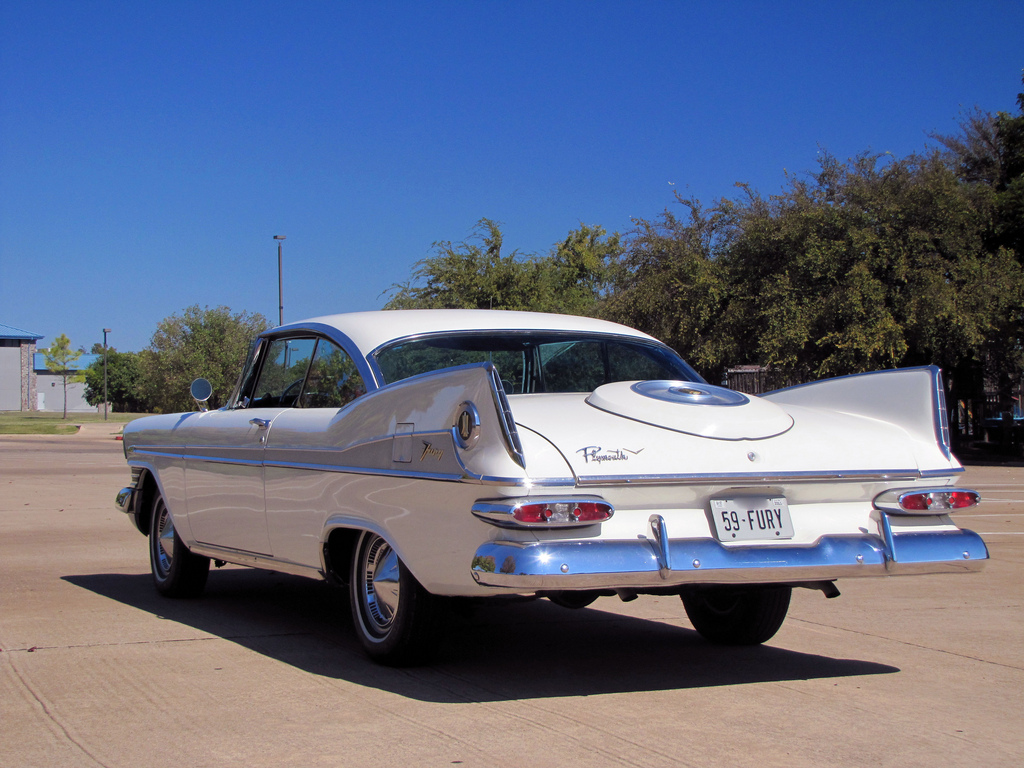
Coupé Sport Fury.

### Seconde génération (1960-1961)
Entièrement redessinées et dotées d'une carrosserie à structure unitaire, les nouvelles Plymouth se montreront plus fiables mais feront les frais d'un design peu consensuel. La Sport Fury n'a pas été reconduite.

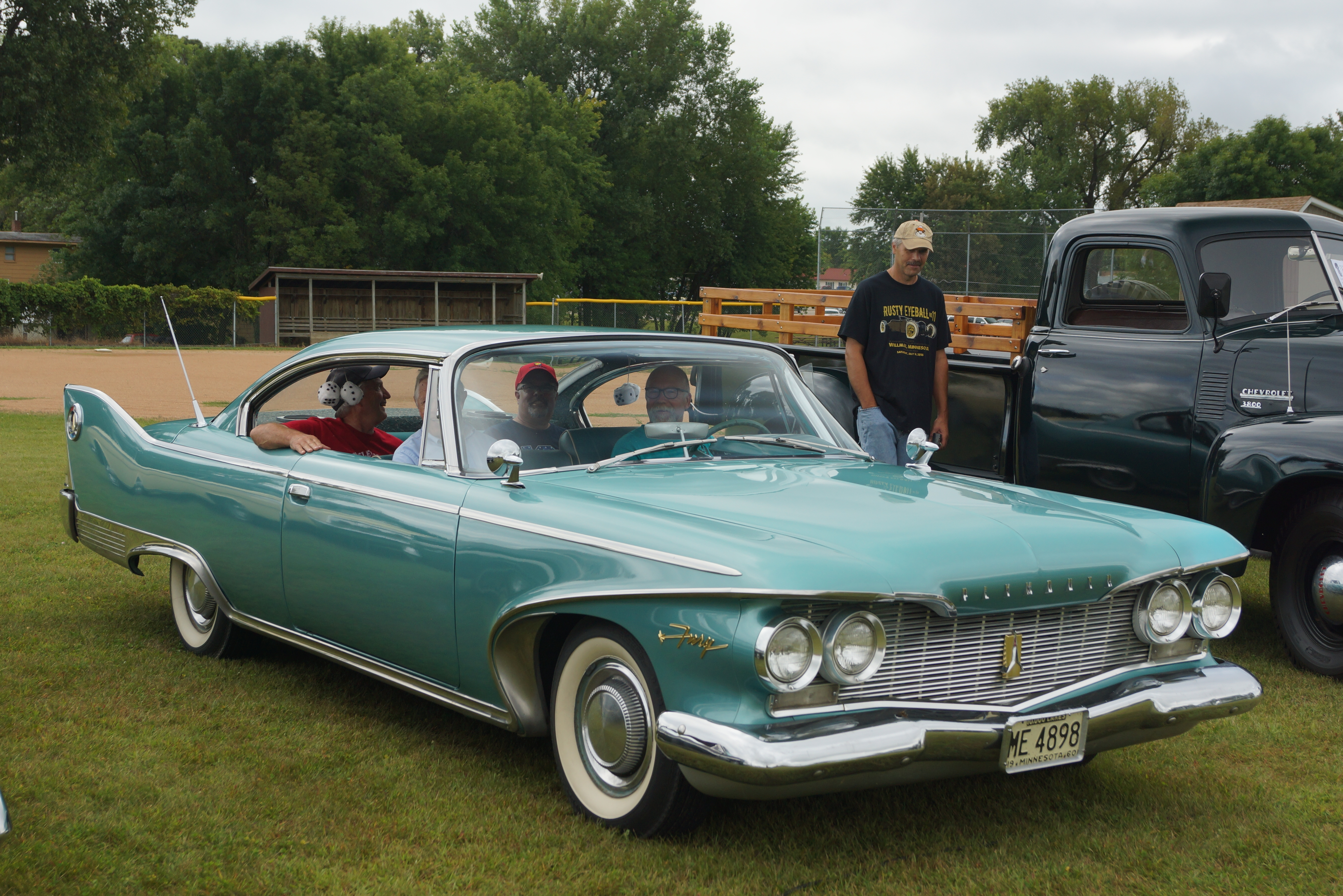
Coupé de 1960.
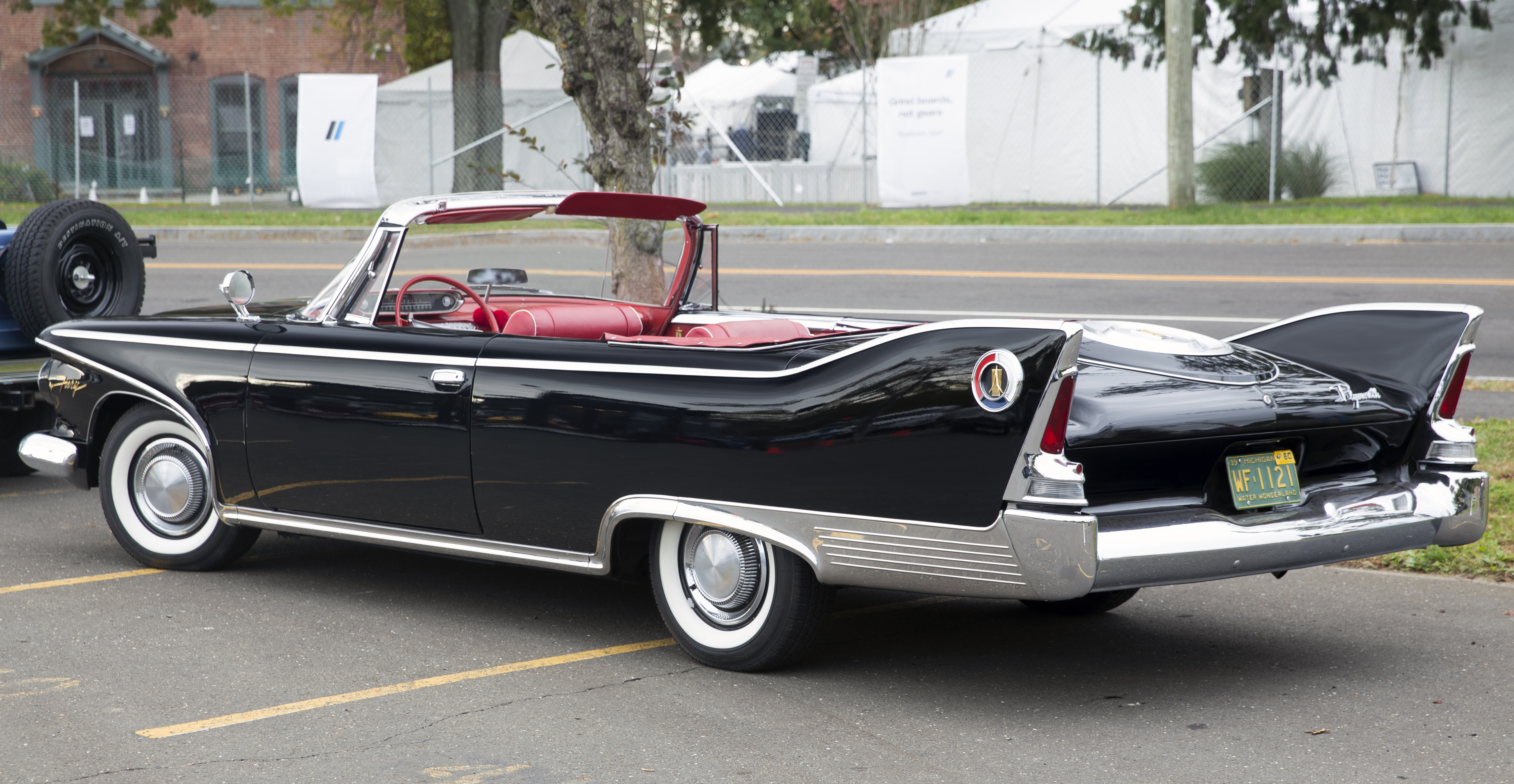
Ailerons d'un cabriolet.
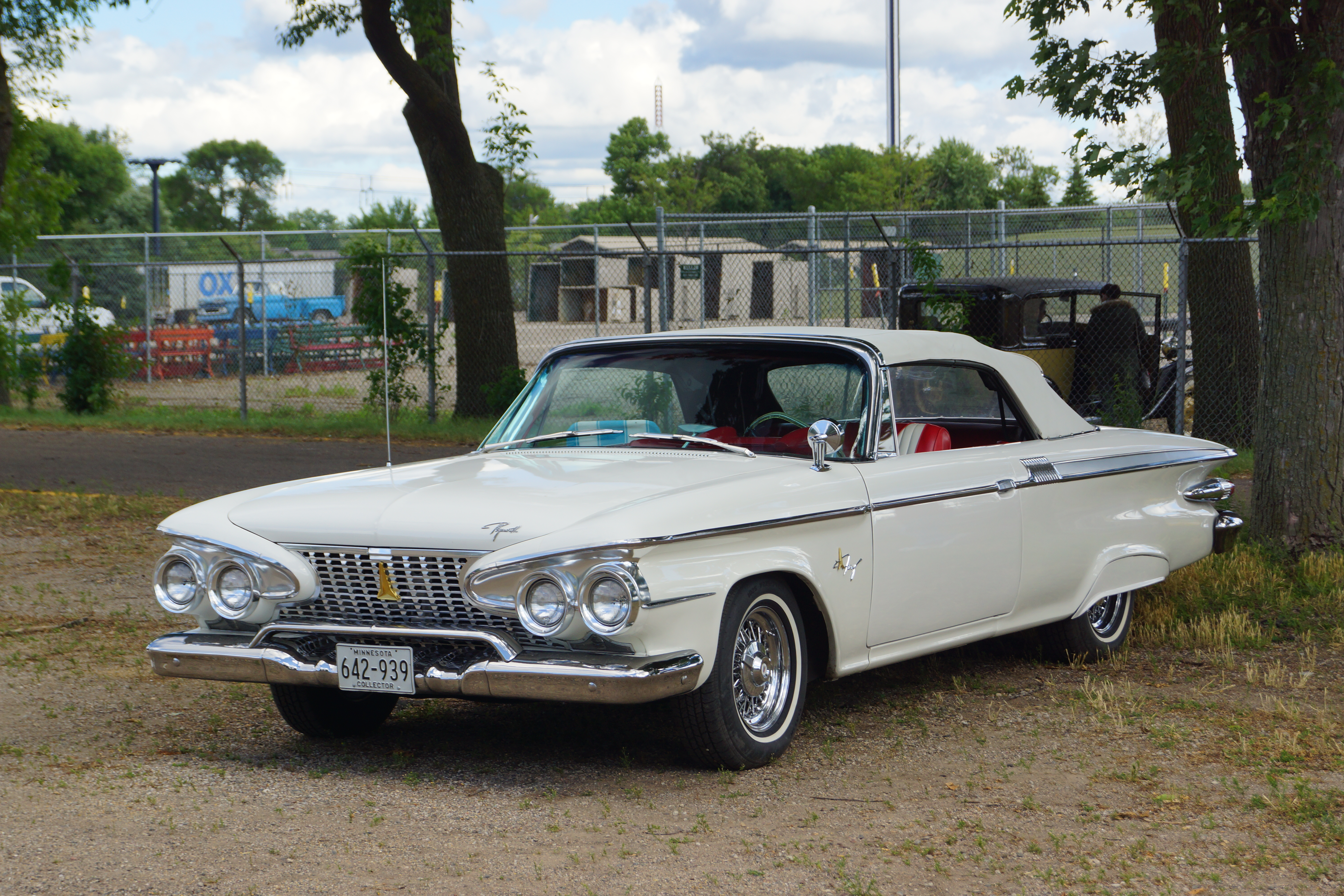
Cabriolet de 1961.
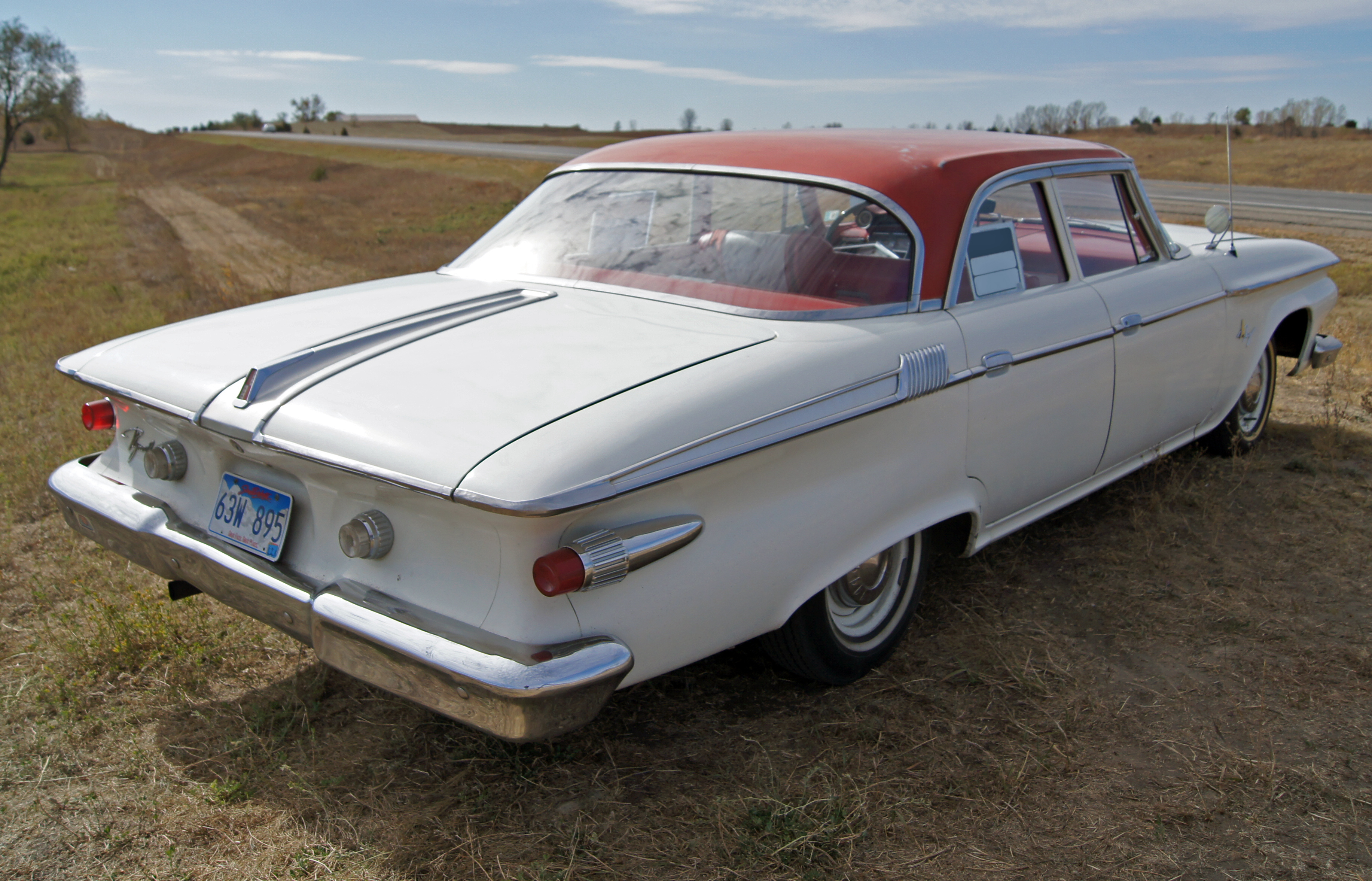
Berline.

### Troisième génération (1962-1964)
Chrysler fait le choix avant ses rivaux de réduire les dimensions de ses berlines Plymouth et Dodge. Les Belvedere et Fury partagent toujours une base commune mais la seconde peine à convaincre face à des rivales plus volumineuses ce qui pousse Chrylser à faire renaître les Sport Fury.

### Quatrième génération (1965-1968)
Revenant sur ses pas, Plymouth propose à nouveau une Fury full-size, seule automobile de ce segment, tandis que la Belvedere reste inchangée. L'aspect évolue et les versions de luxe se multiplient.